# Instanton
En mécanique quantique et en théorie quantique des champs, un instanton est une solution classique des équations du mouvement c'est-à-dire correspondant à un extremum local de l'action qui définit la théorie, mais pas à un minimum global. Puisque la théorie perturbative considère la plupart du temps un développement en puissance de la constante de couplage de la théorie au voisinage du minimum global de l'action, appelé l'état fondamental, les instantons sont inaccessibles à ce développement et constituent de ce point de vue des phénomènes non-perturbatifs.
Les instantons ont été introduits par Gerard 't Hooft en 1975.

## Extension: en gravitation
Bien que la théorie de la gravitation ne soit pas encore formulée de façon quantique (c'est le but des théories de gravité quantique en cours d'élaboration), on parle par extension d'instanton gravitationnel pour désigner des solutions aux équations d'Einstein pour lesquelles l'action d'Einstein-Hilbert est un minimum local mais pas global.
Le formalisme d'intégrale de chemin implique que lorsque l'on cherche des solutions de type instanton il est nécessaire de changer la signature de la coordonnée temporelle. On appelle ce procédé la rotation de Wick. Ainsi les instantons gravitationnels ne sont pas des métriques avec la signature lorentzienne usuelle {\displaystyle +++-} (3 dimensions d'espace et 1 dimension temps) mais plutôt euclidienne (4 dimensions de genre espace) {\displaystyle ++++}. Un instanton est donc une métrique euclidienne.